# Cerkiew Opieki Bogurodzicy w Woli Wielkiej
Cerkiew Opieki Bogurodzicy w Woli Wielkiej – dawna cerkiew greckokatolicka, wzniesiona w 1755 we wsi Wola Wielka.
W latach 1947–1994 użytkowana jako rzymskokatolicki kościół filialny Parafii Matki Bożej Śnieżnej w Łukawicy.
Po 1994 świątynia nieczynna kultowo, pod opieką Fundacji Pro Akademia Narolense.
Cerkiew wraz z drewnianą dzwonnicą, przycerkiewnym cmentarzem i ogrodzeniem wpisano na listę zabytków w 2001 i włączono do podkarpackiego Szlaku Architektury Drewnianej.

## Historia obiektu
Cerkiew postawił w 1755 wójt wsi Bazyli Szcziry z wiejską gromadą. W 1844 wykonano kamienną podmurówkę, dobudowano zakrystię i przystawiono w nawie chór muzyczny. W 1857 odnowiono dzwonnicę. W latach 90 XIX wieku przebudowano zakrystię oraz dach nad nawą, który pokryto blachą, a dachy pozostało pobito nowym gontem. W 1893 malarz Joan Manastyrski wykonał polichromię ścian. W 1902 zamontowano ikonostas zakupiony w Łówczy. W 1927 zamieniono pokrycie dachów z gontowego na blaszane. W 1947 po wysiedleniu ludności ukraińskiej cerkiew przejął kościół rzymskokatolicki. Od 1994 po wybudowaniu nowej kaplicy w Woli Wielkiej, świątynia pozostaje nieużytkowana.

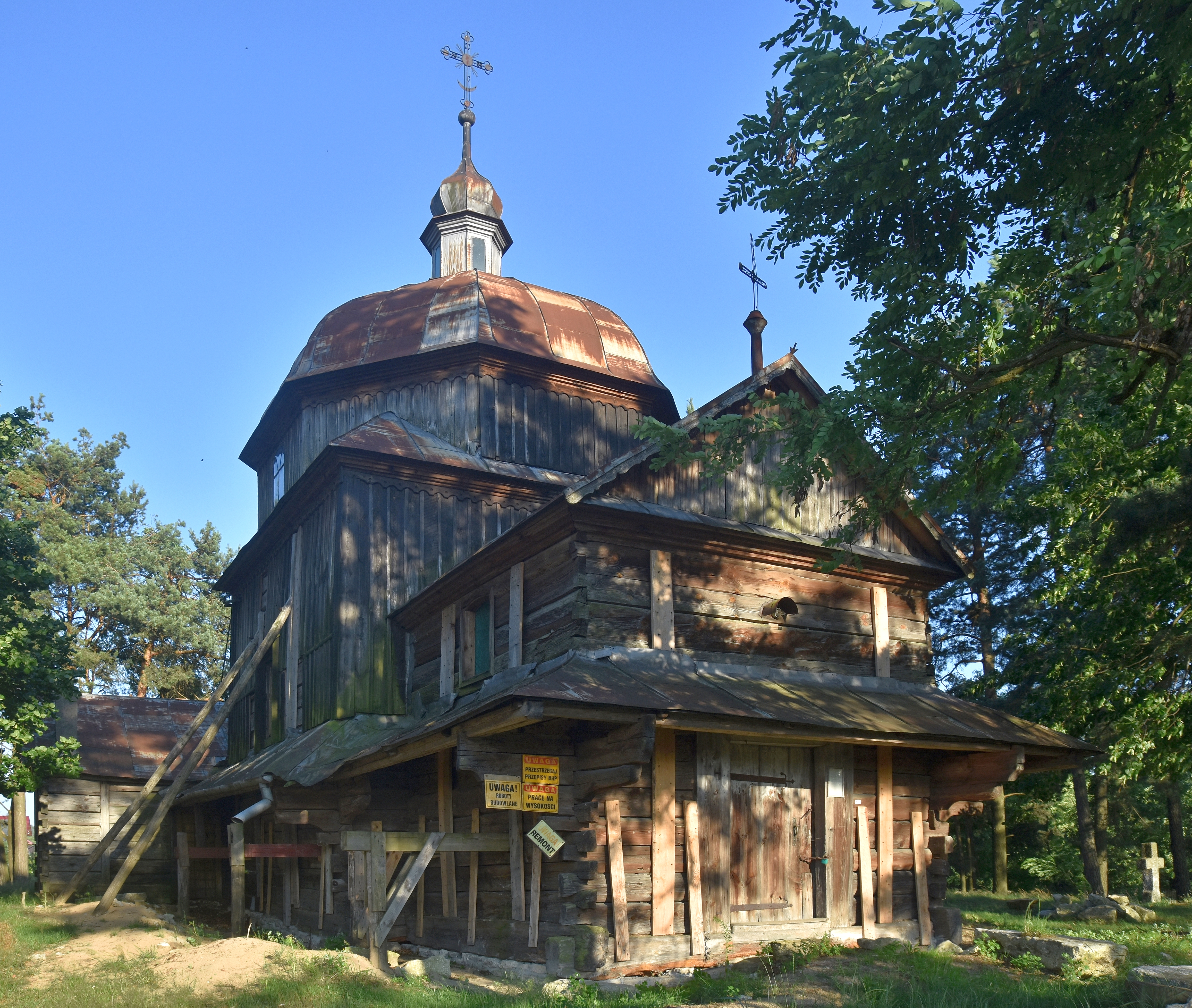
Elewacja frontowa
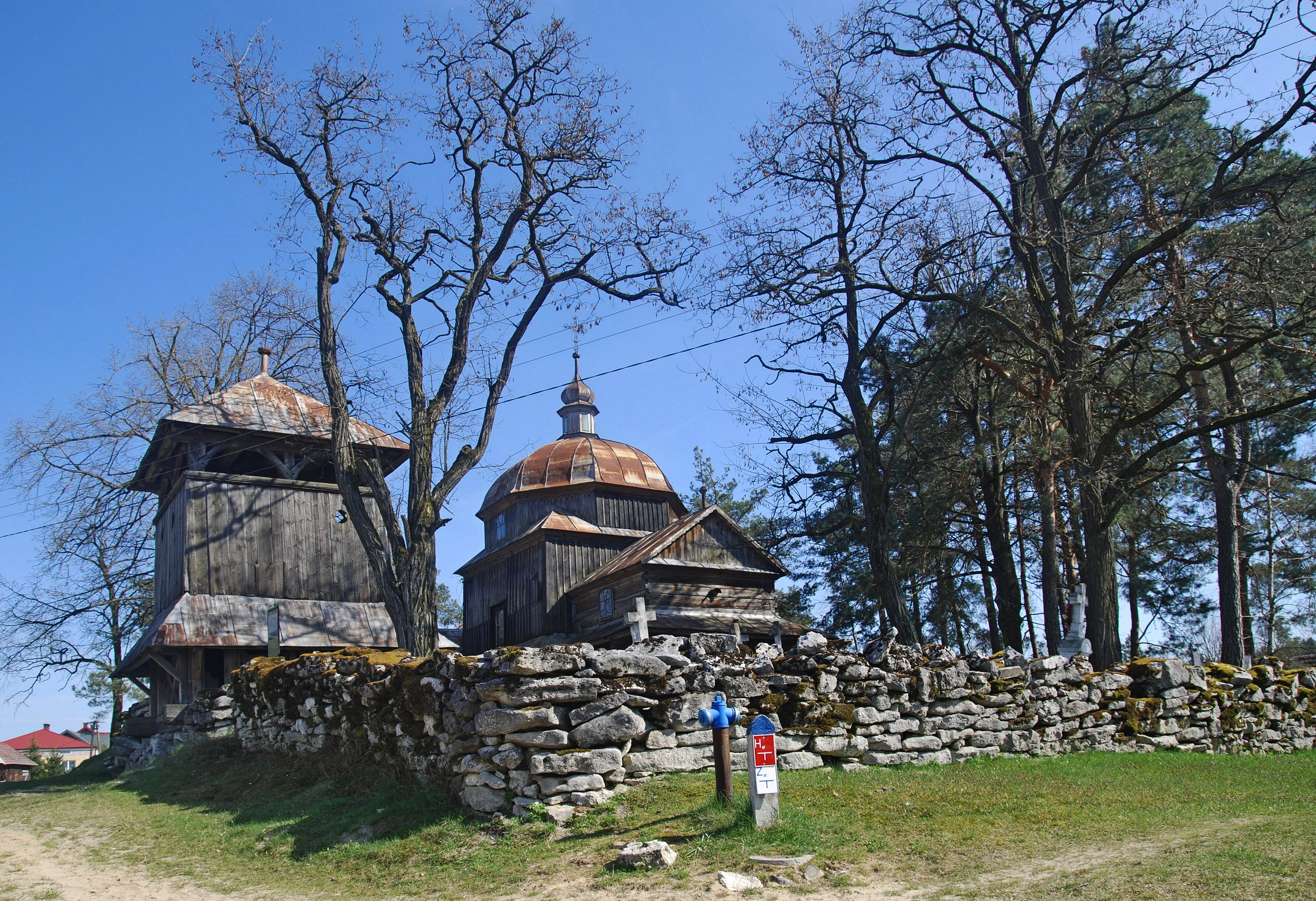
Widok ogólny
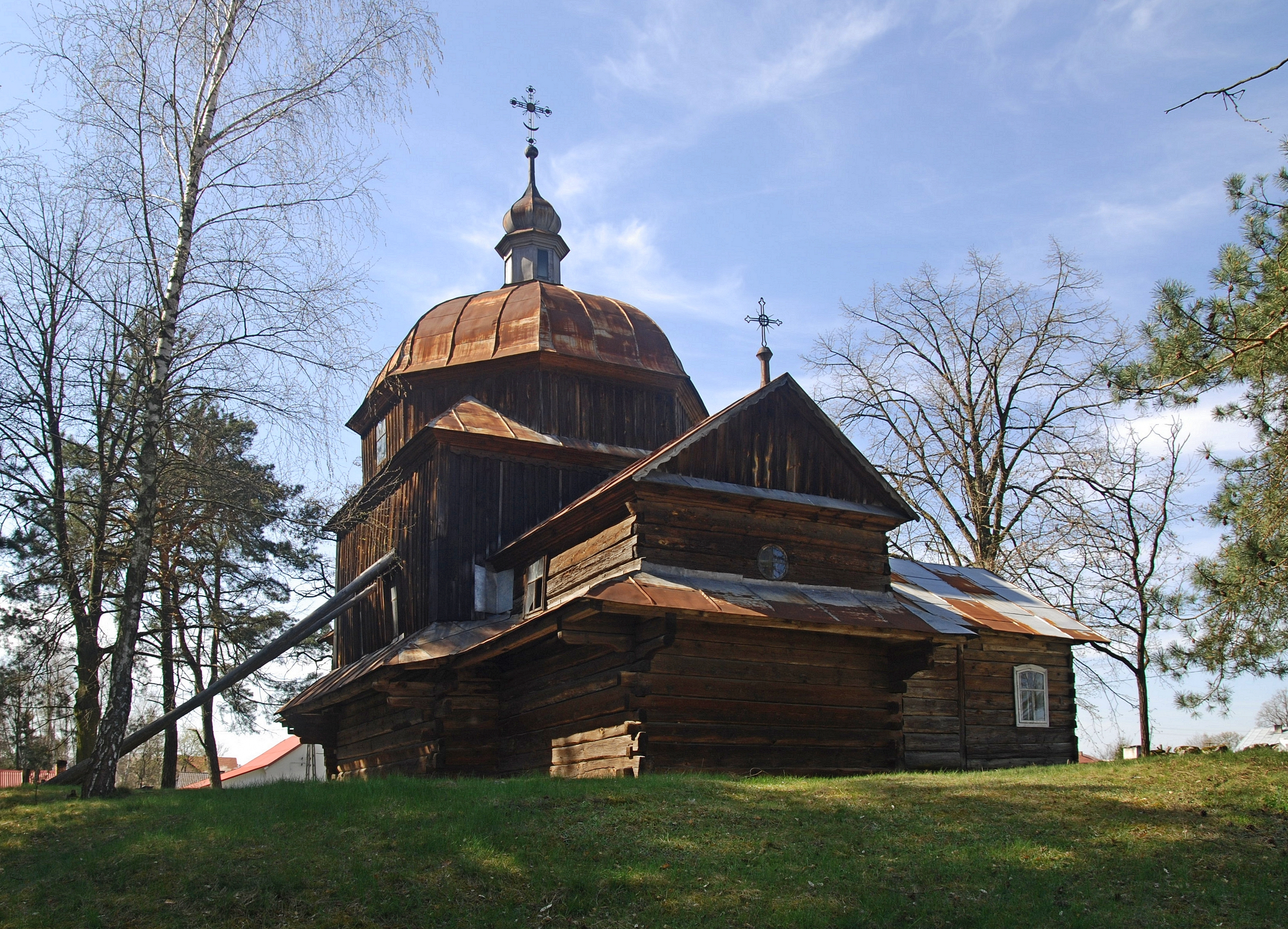
Elewacja wschodnia przed remontem 2015 r.
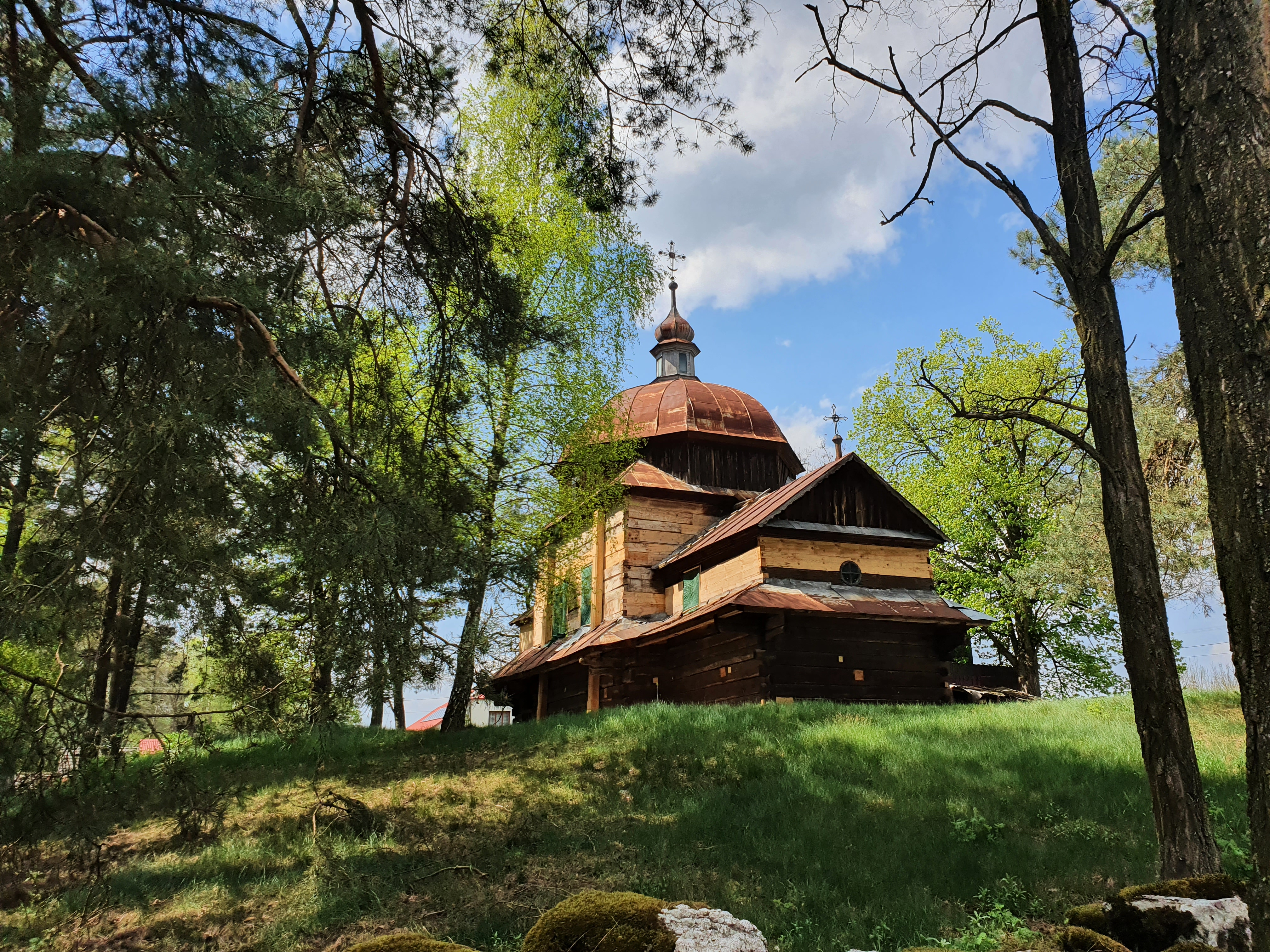
Elewacja wschodnia podczas remontu 2021 r.

## Architektura i wyposażenie
Cerkiew zbudowano z drewna sosnowego konstrukcji zrębowej, na kamiennej podmurówce, orientowana, trójdzielna, na planie trzech prostokątów: szersza i wyższa nawa, prezbiterium i babiniec. Na ścianach wsparte na rysiach dookolne wydatne zadaszenie. Powyżej zadaszenia ściany oszalowane pionowo z listwowaniem. Nawa przykryta ośmiopołaciową kopułą na niskim tamburze z pendentywami zwieńczoną cebulastym hełmem z latarnią; dachy kalenicowe nad babińcem i prezbiterium, kryte blachą.
Wewnątrz nad babińcem i sanktuarium pozorne sklepienie kolebkowe. Pierwotną polichromię naścienną zamalowano. W nawie chór śpiewaczy wsparty na dwóch belkach oraz fragment późnobarokowego ikonostasu (pocz. XIX wieku). Część wyposażenia cerkwi znajduje się w muzeach w Łańcucie i Lubaczowie.

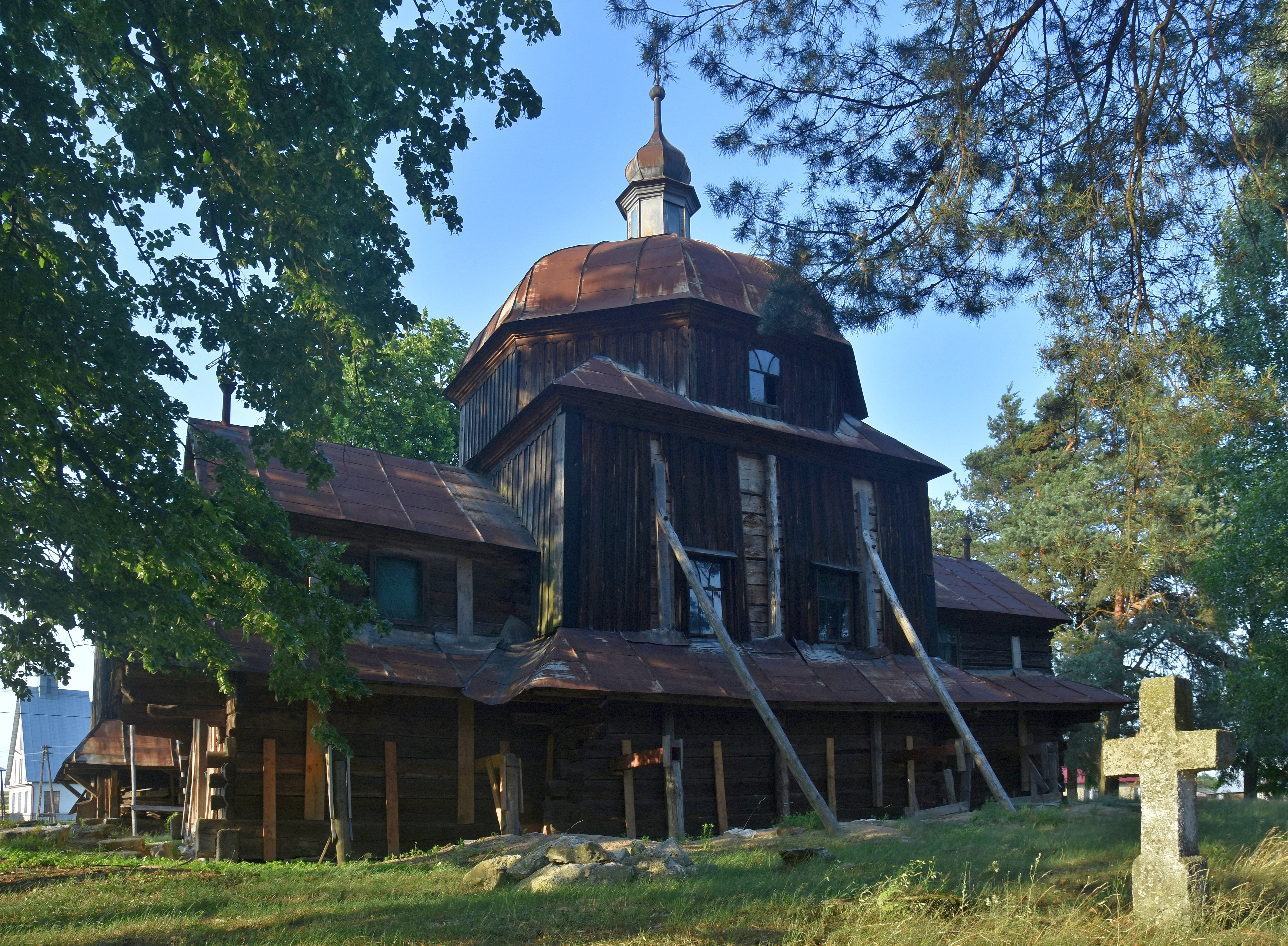
Elewacja południowa
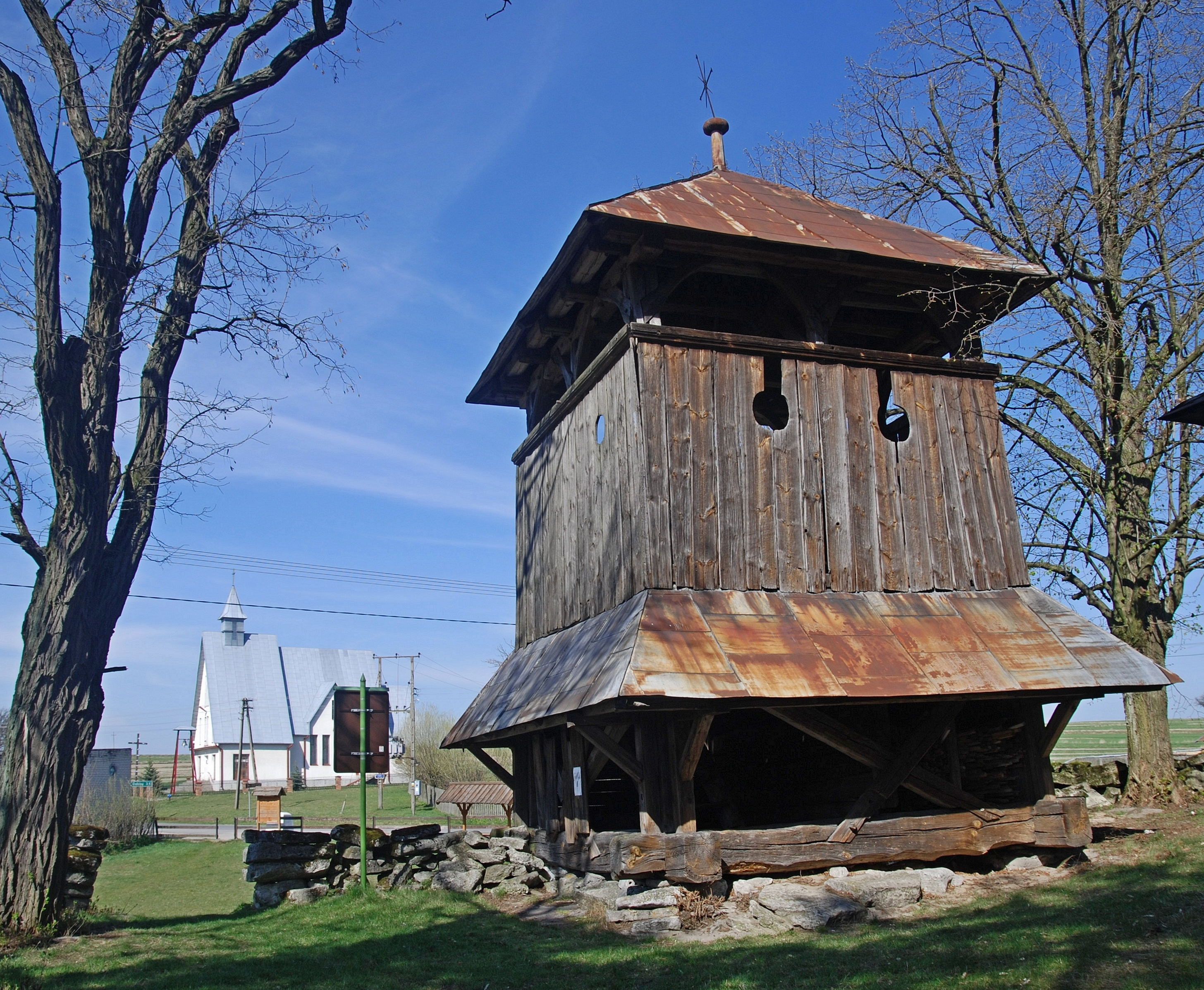
Dzwonnica
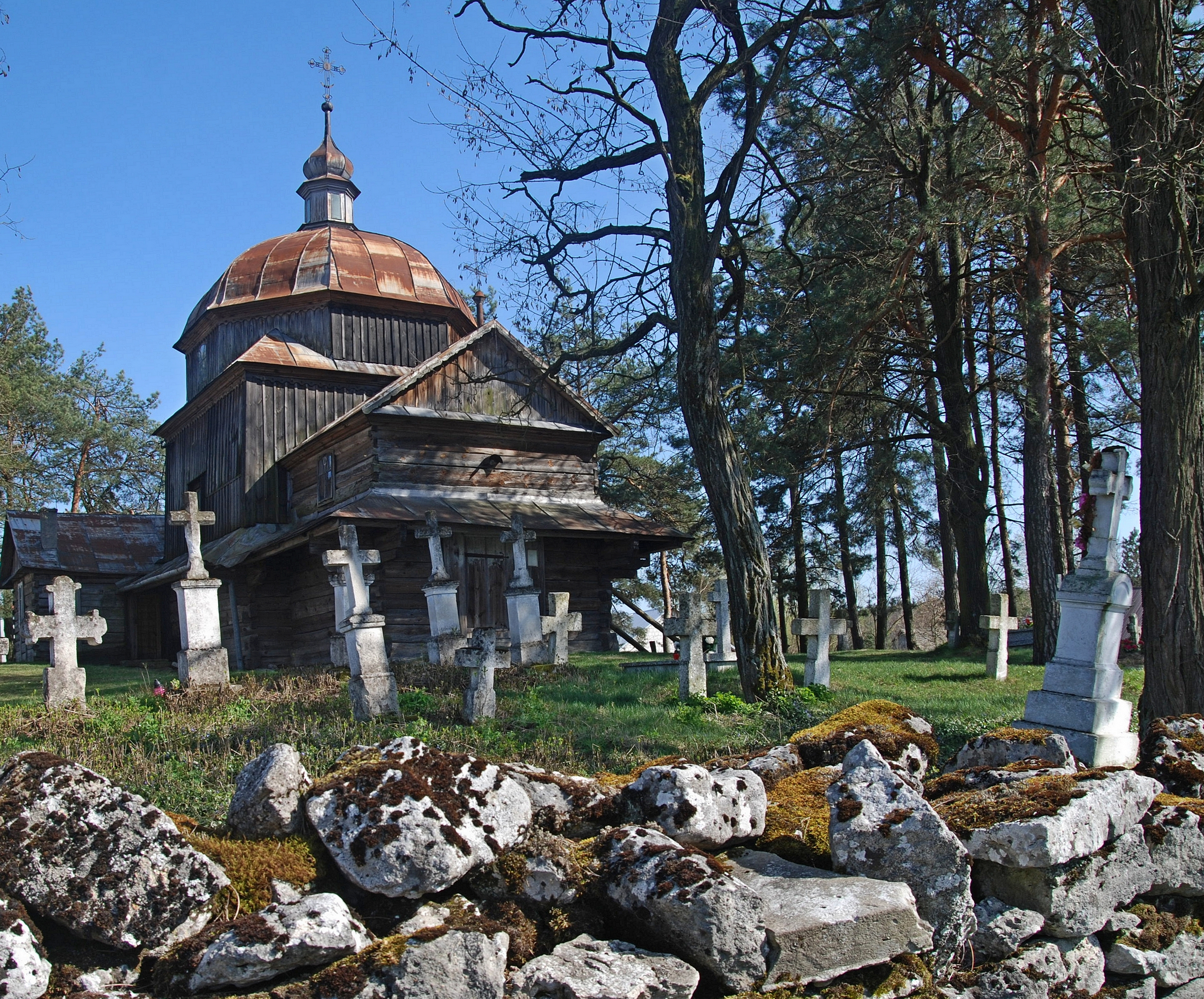
Cmentarz przycerkiewny

## Otoczenie świątyni
Obok świątyni usytuowana jest drewniana dwukondygnacyjna dzwonnica na rzucie kwadratu, konstrukcji słupowo-ramowej, zwieńczona galeryjką i blaszanym dachem namiotowym. Wokół cerkwi znajdują się wapienne nagrobki z ośrodka kamieniarskiego w Bruśnie. Cmentarz przycerkiewny otoczono murkiem z łamanych bloków wapienia.